# Julio Pintos

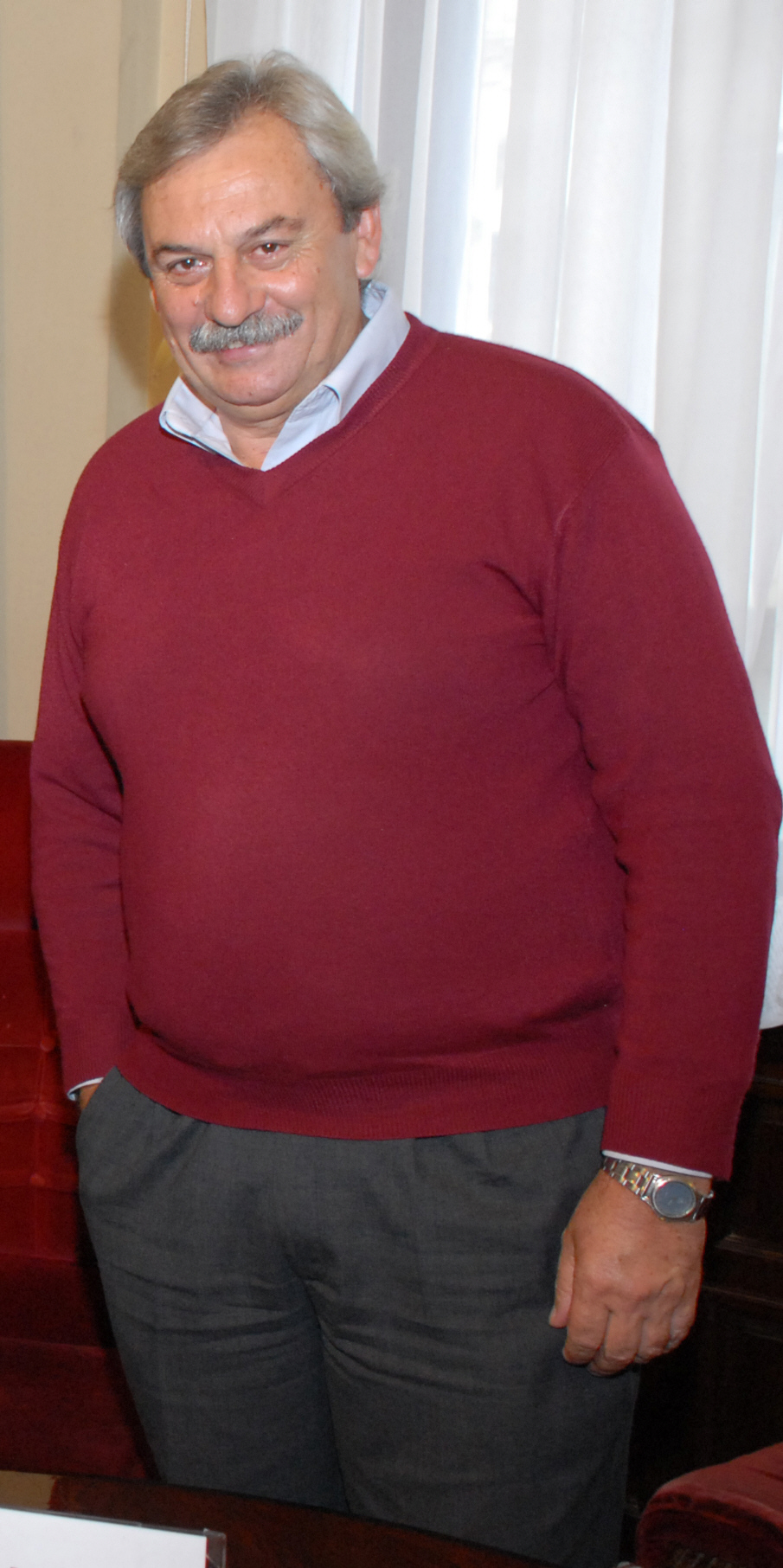
Julio Pintos.

Julio «Nino» Pintos (n. Paysandú) es un productor rural y político uruguayo perteneciente al Frente Amplio. Fue intendente de Paysandú.

## Biografía
Pintos fue militante de la Juventud Socialista del Uruguay en los años previos a la dictadura militar y dirigente del gremio estudiantil de la época. Posteriormente se transforma en un productor rural dedicado al sector de la apicultura. 
Entre 1972 y 1976 es detenido y recluido en el Penal de Libertad en calidad de preso político. En 1985, con el retorno de la democracia, profundiza su accionar como dirigente de cooperativas locales tales como la Cooperativa de Ahorro y Crédito de Paysandú y la Cooperativa exportadora de miel. Es en representación de esta última cooperativa que durante 1994 y 2004 es designado Vicepresidente de la Comisión Nacional de Fomento Rural.
A mediados de los años 1990 gesta, junto a otros dirigentes políticos, el movimiento social "Por Paysandú Entre Todos".
En el área política fue Secretario del Partido Socialista en Paysandú y desde 1999 es miembro del Comité Central del Partido Socialista, habiendo sido Diputado suplente por Paysandú en la Cámara de Representantes del Uruguay.
En las elecciones de 2005 se postula como Intendente de Paysandú por el Frente Amplio y sorpresivamente triunfa, rompiendo con la hegemonía de los partidos tradicionales en el departamento. Entre el 2006 y el 2007 fue elegido Presidente del Congreso Nacional de Intendentes.
En el 2010 la Convención Departamental del Frente Amplio lo vota como Candidato a Intendente, para lograr su reelección. Es apoyado por la Vertiente Artiguista; por el Partido Socialista; por Alianza Progresista; por el Partido Obrero Revolucionario; por el Partido Demócrata Cristiano; por el Partido Comunista; por Asamblea Uruguay; por la CAP-L, por la Lista 5005 y por el Nuevo Espacio. El único sector que no apoya su candidatura es el Movimiento de Participación Popular que apoya a su propia candidata Salomé Wolman.
El 9 de mayo de 2010 en las elecciones departamentales, pierde ante el candidato blanco Bertil Bentos.